# 리스 보걸
리스 보걸(Lise Vogel, 1938년 ~ )은 미국의 페미니스트 사회학자이자 미술사학자이다. 사회 재생산 이론(Social Reproduction Theory)의 주창자로 여겨지는 마르크스주의 여성주의 이론가이며 미시시피 학생 비폭력 조정 위원회와 보스턴 빵과 장미(Bread & Roses) 등의 조직에서 민권 운동과 여성 해방 운동에 참여했다. 미술사학자로서 보걸은 미술사의 여성주의적 관점을 발전시킨 초기의 학자들 중 한 명으로 꼽힌다. 주요 저서로 《마르크스주의와 여성 차별》 등이 있다.

## 생애
1938년 미국 뉴욕주 뉴욕시에서 태어났다. 아버지 시드니 보걸(Sidney Vogel)은 의사로, 스페인 내전에서 공화파의 의료 인력으로 지원했다. 1960년 래드클리프 칼리지를 졸업하였으며, 하버드 대학교에서 박사 과정을 받으며 미국의 반전 운동과 민권 운동에 참여하였고 1964~1965년 미시시피주 학생 비폭력 조정 위원회에서 일했다. 1960년대 말에는 여성 해방 운동에 참여하며 보스턴 빵과 장미(Bread & Roses)에 가입했다.
1968년 미술사로 박사 학위를 받은 이후 브라운 대학교에서 교수로 근무하였다. 미술사학자로 《안토니누스 피우스의 기둥》(The Column of Antoninus Pius) 등의 책과 여성주의 미술사, 여성사에 대한 글들을 저술했다. 1976년부터 브랜다이스 대학교에서 사회학으로 박사과정을 밟았으며 1981년 학위를 받고 2년 후 《마르크스주의와 여성 차별》(Marxism and the Oppression of Women: Toward a Unitary Theory, 1983)을 출간하였다. 2003년 은퇴할 때까지 라이더 대학교(Rider University)에서 사회학을 강의하였다.